# Clavícula
La clavícula (también eglilla) es un hueso plano alargado, con forma de «S» itálica, situado en la parte anterosuperior del tórax de los vertebrados. Junto con la escápula forman la cintura escapular. Forma parte del esqueleto del hombro, el cual está formado por la clavícula y la escápula, que articulados entre sí junto con el tórax se unen con el brazo. Se puede palpar por toda su longitud y se extiende del esternón al acromion de la escápula, siguiendo una dirección oblicua lateral y posterior. Se considera la única unión ósea entre el miembro superior y el tórax.

## En el ser humano
A pesar de su aspecto, similar al de un hueso largo, posee una estructura semejante a la de un hueso plano, ya que carece de un canal medular propiamente dicho.
Posee forma de S itálica y presenta:
- Dos caras (superior e inferior)
- Dos bordes (anterior y posterior)
- Dos extremidades (acromial y esternal, o interna y externa).

## Desarrollo
La clavícula es el primer hueso largo en osificarse (por medio de la osificación intramembranosa), empezando durante la quinta o sexta semana de gestación a partir de los centros de osificación primarios medial y lateral que están cercanos en el cuerpo de la clavícula. Los extremos de la clavícula pasan más adelante por una fase cartilaginosa (osificación endocondral). Los cartílagos forman zonas de crecimiento similares a las que se encuentran en otros huesos largos. En el extremo externo aparece un centro de osificación secundario y forma una epífisis con aspecto de platillo que comienza a fusionarse con el cuerpo (diáfisis) entre los 18 y los 25 años de edad y que se fusiona por completo entre los 25 y 31 años. Ésta es la última de las epífisis de los huesos largos en fusionarse. Una epífisis todavía más pequeña y con forma de platillo puede estar presente en el extremo acromial de la clavícula; no se la debe confundir con una fractura. En ocasiones, la fusión de los dos centros de osificación de la clavícula falla; como resultado, se forma un defecto óseo entre los tercios medial y lateral de la clavícula. Conocer esta malformación congénita evita el diagnóstico erróneo de fractura en una clavícula normal. Cuando existen dudas, se toman radiografías de ambas clavículas, ya que este defecto suele ser bilateral (Ger y cols., 1996).

## Anatomía

### Caras
Cara superior:
Se halla justo por debajo de la piel y del músculo platisma (que significa lámina plana en griego). Es lisa en casi toda su extensión salvo algunas rugosidades inconstantes que marcan las zonas de inserción. Se insertan varios músculos como:
- Deltoides: en la superficie rugosa del borde anterior del tercio lateral. Este músculo forma parte del grupo de músculos superficiales del hombro.
- Trapecio: en la superficie rugosa del borde posterior del tercio lateral.
- Esternocleidomastoideo: en las rugosidades de su porción más interna.

|                                                          |
| Fotografía de la Clavícula, desde debajo, y desde arriba |
|                                                          |
| Clavícula izquierda, desde arriba y abajo                |

Cara inferior:
La cara inferior se encuentra excavada en su parte media por una depresión alargada en el sentido del eje mayor del hueso, llamado canal subclavio, que sirve de inserción para el músculo subclavio, limitado por crestas o labios para la inserción de la aponeurosis clavipectoral. Hacia la parte media se observa el agujero nutricio de la clavícula. En la extremidad esternal existe una pequeña superficie rugosa, la impresión del ligamento costoclavicular o tuberosidad costal, donde se inserta el ligamento costoclavicular. Cerca de la extremidad acromial existe un conjunto de pequeñas rugosidades conocido como «tuberosidad del ligamento coracoclavicular» (coracoidea), donde se insertan los ligamentos conoideo y trapezoideo. Normalmente la línea de inserción del ligamento conoideo está enteramente ocupada por una saliente marcada llamada tubérculo conoideo, situado cerca del borde posterior, en donde se inserta este ligamento. También se encuentra un reparo llamado línea trapezoidea, que dispuesto anterolateralmente, se relaciona con la extensión del ligamento trapezoide.
Se insertan:
- Músculo subclavio: en el surco subclavio, situado en el tercio medial.
- Ligamento conoideo: en el tubérculo conoideo, situado en el tercio lateral.
- Ligamento trapezoide: en la línea trapezoidea, en el tercio lateral, entre el tubérculo conoideo y el extremo acromial.

### Bordes
Borde anterior:
En sus dos tercios mediales es grueso, convexo, ligeramente áspero y sirve de inserción para el músculo pectoral mayor. su tercio lateral es cóncavo y delgado, también presenta asperezas donde se insertan los fascículos anteriores del deltoides.
Borde posterior:
Es grueso, cóncavo y liso en sus dos tercios mediales; lateralmente es convexo y rugoso y sirve para la inserción de los fascículos claviculares del trapecio, y el músculo esternocleidohioideo, en la parte medial.

### Extremos
Extremidad acromial: También llamada extremidad lateral o externa. Aplanada de superior a inferior y presenta una superficie articular elíptica que se articula con una faceta del borde interno del acromion. Por lo general esta cara mira un poco hacia abajo y afuera, por lo que la clavícula tiende a desplazarse por encima del acromion.
Extremidad esternal:
Es la parte más voluminosa del hueso. Se le conoce también como extremidad interna. Presenta en una gran superficie articular de forma irregularmente triangular que se prolonga con la porción vecina de la cara inferior del hueso, formando un ángulo diedro saliente, el cual se halla circundado por un reborde rugoso, que sirve de inserción a la cápsula y ligamentos de su articulación con el esternón y el primer cartílago costal de la primera costilla. Superoposteriormente a la superficie articular se encuentra cubierta de rugosidades producidas por inserciones del disco articular y de los ligamentos.

## Estructura
La clavícula está constituida principalmente por tejido compacto, que es más espeso en la parte media que en las extremidades. Posee escasa cantidad de tejido esponjoso en el interior, además de un delgado canal medular.

## Variaciones
La forma de la clavícula varía en mayor medida que la de prácticamente todos los otros huesos largos. A veces es perforada por un ramo del nervio supraclavicular. La clavícula de los trabajadores manuales es más gruesa y curva, y los lugares de inserción muscular se encuentran más acentuados. La clavícula derecha es más fuerte que la izquierda y generalmente más corta.

## Osificación
Es un hueso de osificación intramembranosa y dermal. Se desarrolla mediante dos centros de osificación. Al final de la cuarta semana de la vida fetal, aparece el centro primitivo o primer nivel de osificación. El centro secundario o segundo nivel de osificación origina la faceta articular interna, alrededor de los veinte años en su extremo externo; aproximadamente hacia los 21-25 años de edad se suelda al resto del hueso.

## En otras especies
La clavícula aparece por primera vez como parte del esqueleto de peces primitivos, donde se asociaba con el pecho y con un hueso vertical llamado cleithrum, aunque en los peces cartilaginosos y la gran mayoría de peces modernos se encuentra ausente.
Los primeros tetrápodos mantuvieron este hueso, con la adición de la interclavícula. El cleithrum desapareció tempranamente en reptiles, y también la interclavícula en los placentarios aunque se preservó en los reptiles y monotremas.
En muchos mamíferos, también las clavículas han sido reducidas o eliminadas, como en el caso de los ungulados y los mamíferos acuáticos, para permitir a la escápula una mayor libertad de movimiento, útil en animales veloces. En los dinosaurios y pájaros, las clavículas y la interclavícula se han fusionado en un hueso en forma de horquilla, la fúrcula (aves), o huesito de los deseos.

## Lesiones
- Dislocación acromioclavicular
- Dislocación esternoclavicular
- Fractura de clavícula
- Osteólisis
- Dislocación del cuello

## Galería

Huesos del miembro superior.
Diagrama de la articulación del hombro, vista frontal.
Diagrama de la articulación del hombro, vista posterior.
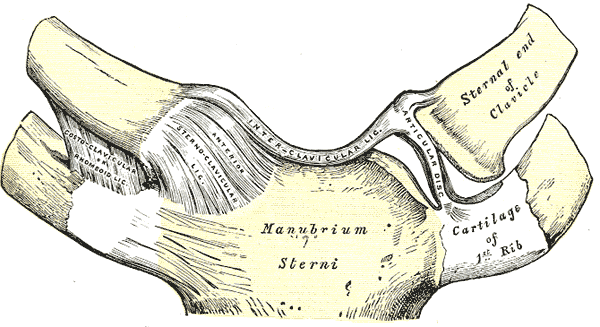
Vista anterior de la articulación esternoclavicular.
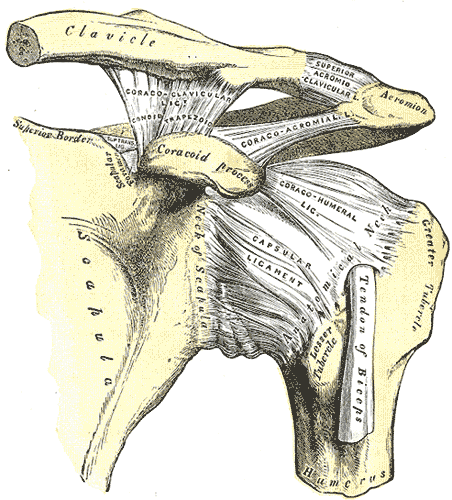
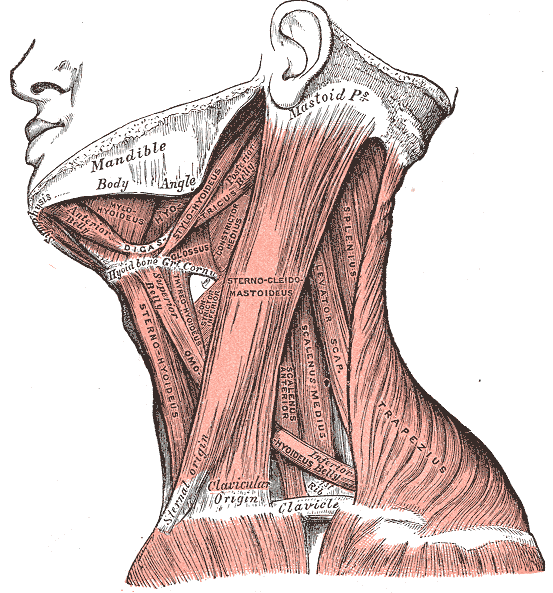
Vista lateral de los músculos del cuello
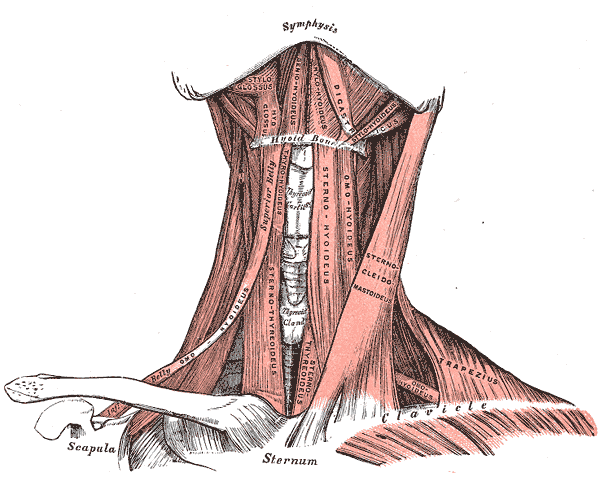
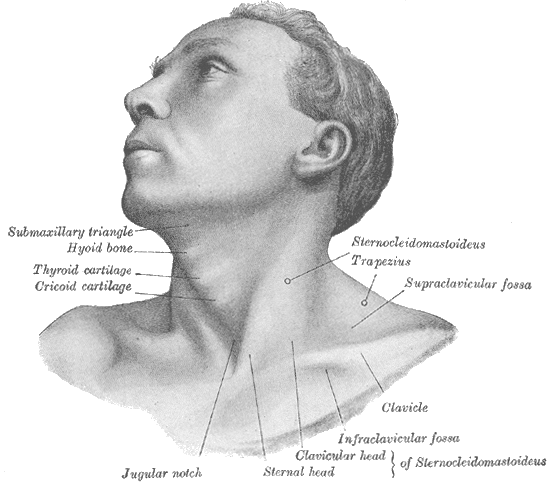
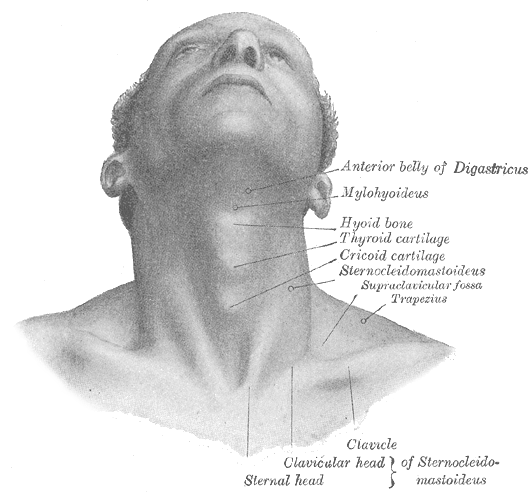
Posición de la clavícula (en rojo). Animación.
clavícula (izquierda). Animación.
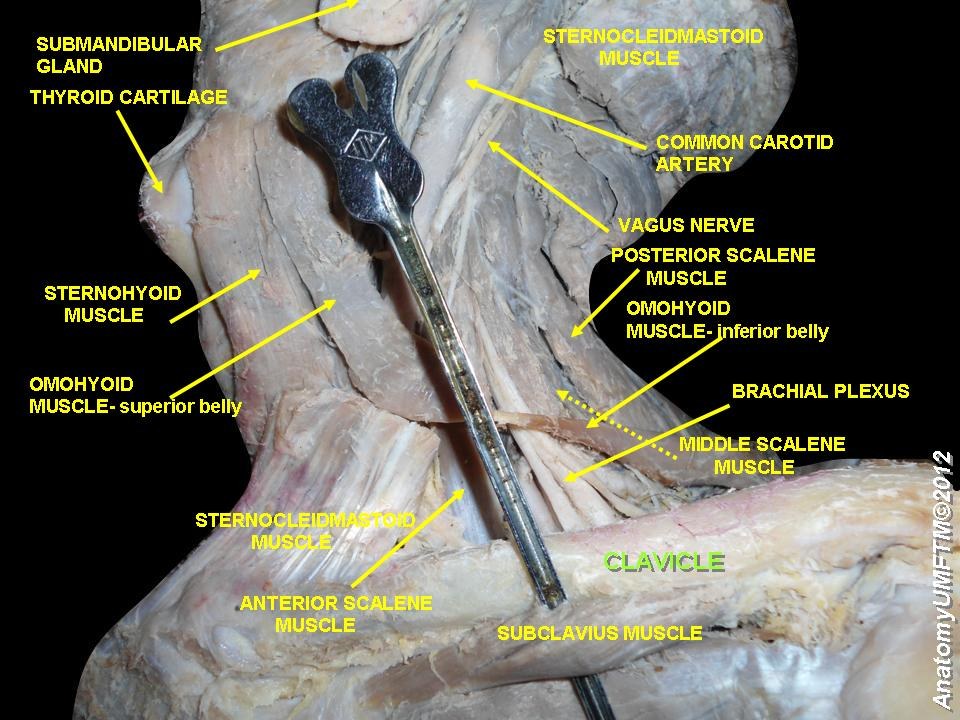
clavícula
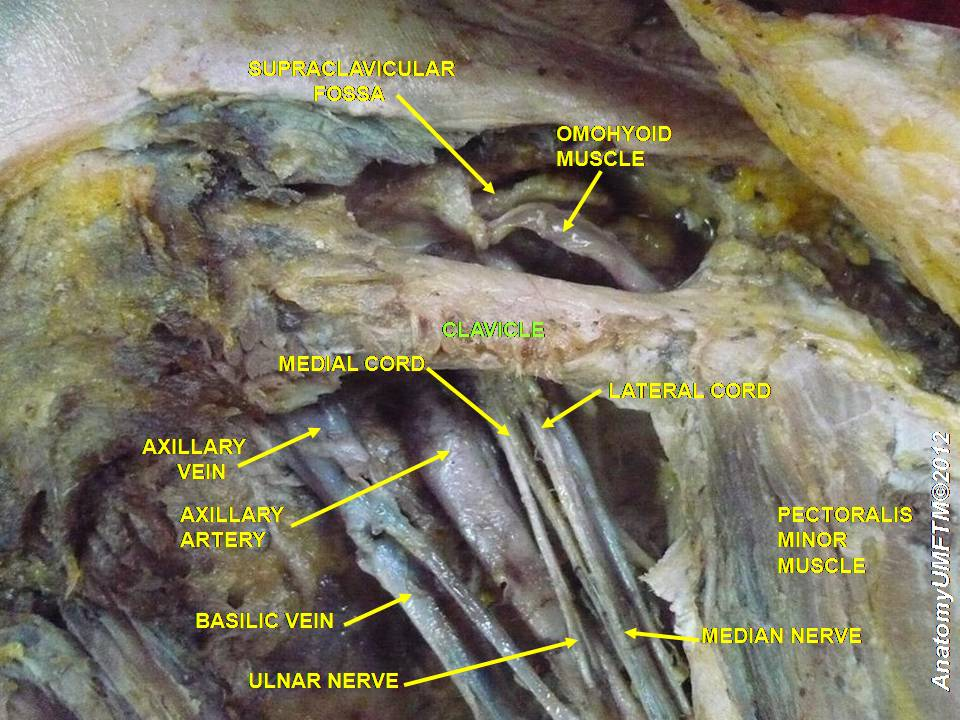
clavícula
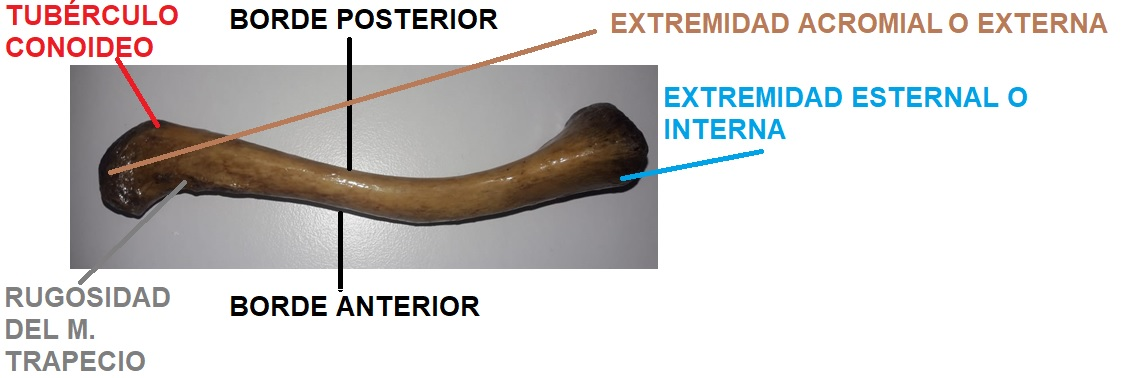
Clavícula derecha vista superior.